# Eddra Gale
Eddra Gale (dont le nom est parfois orthographié Edra Gale ; 16 juillet 1921, Chicago, Illinois – 13 mai 2001, Deming, Nouveau-Mexique) est une actrice et une chanteuse américaine.

## Biographie
À l’origine chanteuse d’opéra (mezzo-soprano), Federico Fellini lui fait jouer le rôle de la Saraghina, la « démone » qui danse devant les enfants sur la plage dans son film Huit et demi.
Elle interprète également le rôle d’Anna Fassenber dans Quoi de neuf, Pussycat ?, de Clive Donner. 
Tout en continuant sa carrière de mezzo-soprano, elle obtient des rôles modestes – voire de simples apparitions - dans une vingtaine de films, tant au cinéma que pour la télévision. C’est ainsi qu’elle figure dans Le Lauréat de Mike Nichols.

## Filmographie
- 1963 : Gidget à Rome (Gidget Goes to Rome) de Paul Wendkos
- 1963 : Tutto è musica de Domenico Modugno
- 1963 : Huit et demi (Otto e mezzo) de Federico Fellini
- 1964 : La Femme, quelle chose merveilleuse ! (La donna è una cosa meravigliosa) de Mauro Bolognini
- 1965 : Quoi de neuf, Pussycat ? (What's New Pussycat?) de Clive Donner
- 1966 : Paradiso, hôtel du libre-échange (Hotel Paradiso) de Peter Glenville
- 1967 : Le Lauréat (The Graduate) de Mike Nichols
- 1967 : Le Diable à trois (Games) de Curtis Harrington
- 1966 : Mission T.S. (Matchless) d'Alberto Lattuada